# Albanië: Mission impossible

De ligging van Albanië in Oost-Europa.

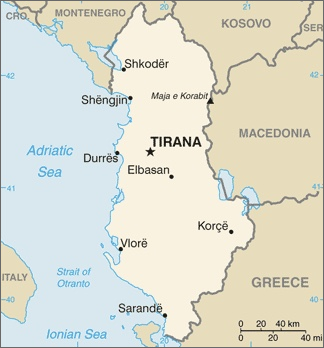
Een overzichtskaart van Albanië.

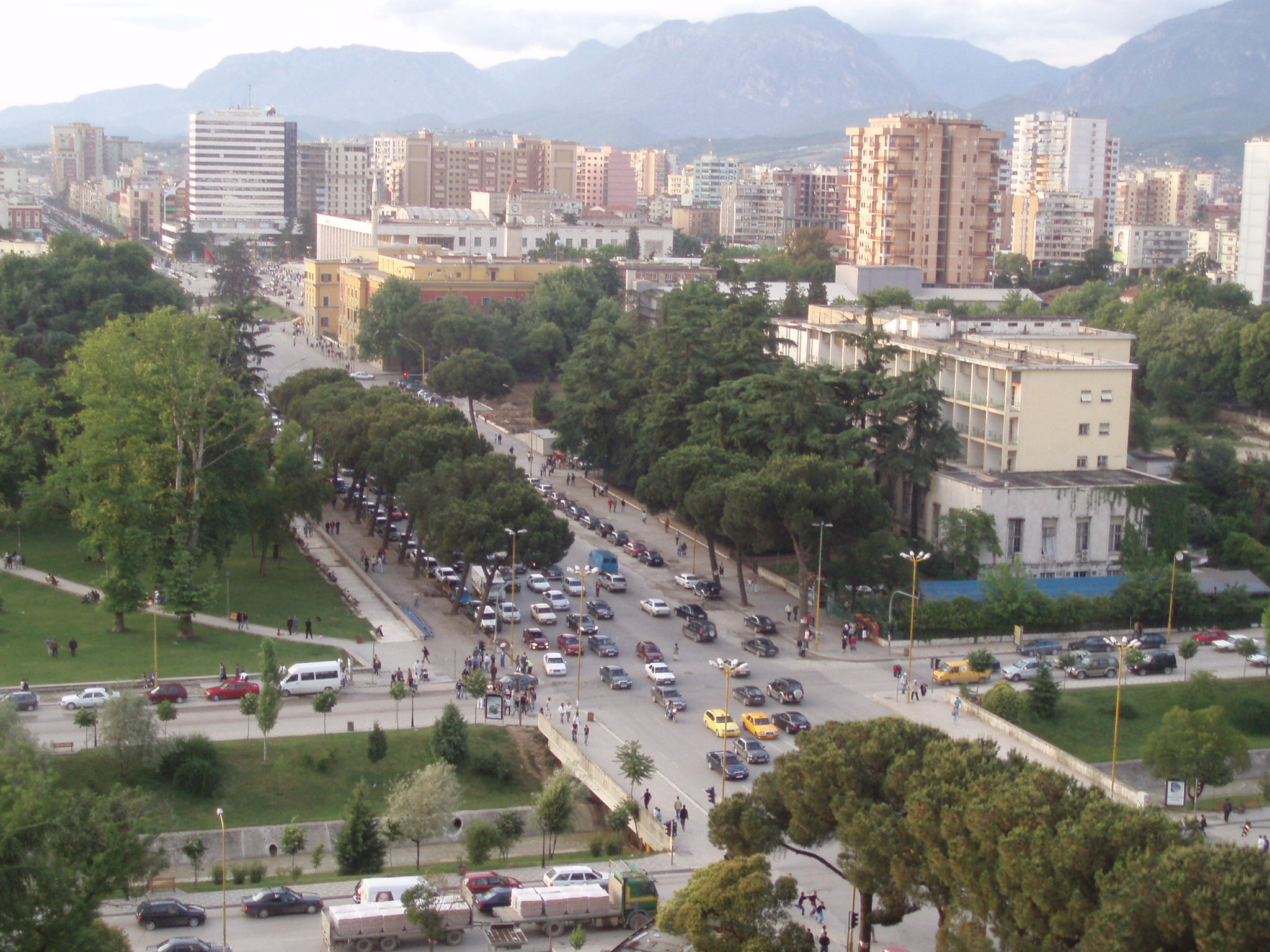
Bulevardi Dëshmorët e Kombit in de hoofdstad Tirana.

Albanië: mission impossible is een spionageroman van de Franse auteur Gérard de Villiers. Het is het 133e deel uit de S.A.S.-reeks met als protagonist de Oostenrijkse prins en freelance CIA-agent Malko Linge.

## Het verhaal
Albanië, een van de weinige overwegend islamitische landen in Europa, heeft zijn grenzen wijd opengezet voor zijn geloofsgenoten van het Arabisch Schiereiland. Het arme land wordt dankzij de massale toestroom van Arabieren razendsnel opgestuwd in de vaart der volkeren. Moskeeën verrijzen op vrijwel iedere straathoek. Onder de toegestroomde Arabieren bevinden zich echter ook fanatieke moslimterroristen die Albanië willen gebruiken als uitvalsbasis voor aanslagen in Europa.
De islamitische fanaticus, explosievenexpert en Al Qaidalid Mohammad Al Jafar heeft zich tot doel gesteld de Amerikaanse ambassade in de Albanese hoofdstad Tirana op te blazen. Sinds de dreiging van de aanslag is de ambassade veranderd in een vesting. De Amerikaanse ambassadeur verlaat alleen nog onder zeer zware bewaking de ambassade.
De CIA geeft Malko de opdracht met alle beschikbare middelen Al Jafar op te sporen en definitief uit te schakelen.

## Personages
- Malko Linge, een Oostenrijkse prins en CIA-agent;
- Elko Krisantem, de bediende en huismeester van Malko en voormalig Turks huurmoordenaar;
- Chris Jones, een CIA-agent en collega van Brabeck;
- Milton Brabeck, een CIA-agent en collega van Jones;
- Hildegard, een Duitse journaliste.